# Assassin's Creed Shadows
Assassin's Creed Shadows es un videojuego de acción-aventura de mundo abierto y sigilo desarrollado por Ubisoft Quebec y publicado por Ubisoft. El juego es la decimocuarta entrega importante de la serie Assassin's Creed y el sucesor de Assassin's Creed Mirage (2023).
Ambientado en el Japón del siglo XVI hacia el final del período Sengoku, el juego se centra en la lucha milenaria entre la Hermandad de Asesinos, que lucha por la paz y la libertad, y la Orden de los Templarios, que desea la paz a través del control, desde la perspectiva de dos protagonistas: Fujibayashi Naoe, una kunoichi (una shinobi femenina), y Yasuke, un samurái africano inspirado en la figura histórica del mismo nombre. Los dos personajes tienen un estilo de juego diferente, lo que permite abordar las misiones de múltiples maneras.
Shadows se lanzó para macOS, PlayStation 5, Windows y Xbox Series X/S el 20 de marzo de 2025, con una versión para iPadOS prevista para una fecha posterior. Tras su lanzamiento, el juego recibió críticas generalmente positivas.

## Jugabilidad
Assassin's Creed Shadows es un videojuego de acción y aventura con sigilo similar a sus predecesores. Está desarrollado sobre una versión mejorada de Anvil, utilizando iluminación dinámica e interacciones ambientales, además de permitir a los jugadores manipular sombras y usar un gancho de agarre para parkour. El mundo abierto del juego, cuyo tamaño es comparable al de Assassin's Creed Origins, avanza a través de estaciones, cada una de las cuales afecta el juego.  
Esta entrega presenta nuevas características de juego, incluyendo la capacidad de arrastrarse por el suelo, lo que brinda a los jugadores un perfil más bajo y la capacidad de acceder a pequeñas aberturas. La visión de águila también regresa, permitiendo a los jugadores detectar NPC a través de las paredes. Además, se ofrece una selección diversa de armas históricamente precisas, que van desde katanas y el garrote de guerra kanabō hasta lanzas yari, shuriken, kunai y kusarigama. Cada arma viene con su propio árbol de habilidades, lo que permite a los jugadores mejorar su dominio de armas específicas con el tiempo.
Los jugadores tienen la capacidad de cambiar entre personajes a medida que avanzan en diferentes misiones. El combate de Yasuke presenta entornos destructibles e impactos de armas realistas, lo que brinda una experiencia de lucha cinematográfica. Mientras tanto, Naoe utiliza un kusarigama para defenderse de los atacantes, balanceando su cadena en amplios arcos para crear distancia. Además, emplea tácticas de sigilo con un estilo de juego ágil y letal, escondiéndose entre las vigas y emboscando a los enemigos a través de puertas de papel Shoji . El mapa del juego cubre el centro de Japón con detallados monumentos históricos y castillos diseñados como intrincadas mazmorras .

## Sinopsis

### Contexto histórico
Assassin's Creed Shadows está ambientado en una versión alternativa del Japón feudal, concretamente a partir del año 1579 durante el periodo Azuchi-Momoyama . Esta era marca la etapa final del período Sengoku, una época de intensa guerra civil en Japón. El juego presenta a la figura histórica Oda Nobunaga en el apogeo de su poder luego de su victoria sobre el clan Takeda usando armas de fuego como el arcabuz. Los acontecimientos históricos clave incluyen el asalto de Nobunaga a la provincia de Iga en 1581, una batalla importante que involucró a los Iga ikki, conocidos por sus artes ninjutsu.
El juego explorará el centro de Japón, incluidas regiones como Kioto, Kobe, Osaka y la provincia de Iga, con castillos históricamente precisos como el Castillo Takeda  La influencia de los comerciantes portugueses y los misioneros jesuitas, que introdujeron el cristianismo y nuevas tecnologías como cañones y armas largas, también influye en la configuración del entorno y la narrativa del juego.

## Desarrollo
Shadows se anunció en el Ubisoft Forward en septiembre de 2022 bajo el título provisional Assassin's Creed: Codename Red junto con su sucesor planeado Assassin's Creed: Codename Hexe. Allí, Ubisoft anunció que Assassin's Creed entraría en un tercer período relacionado con cambios en la filosofía de diseño y enfoques para juegos futuros, todos conectados por un concepto funcional llamado Assassin's Creed Infinity. Los primeros detalles importantes del juego se anunciaron el 15 de mayo de 2024, junto con el nombre final y la fecha de lanzamiento. Inicialmente estaba previsto que sea lanzado el 15 de noviembre de 2024, pero en  septiembre Ubisoft anunció su retraso hasta el 14 de febrero de 2025 para pulir y refinar el juego.

## Recepción
Metacritic
PS5: 81/100

Xbox Series X/S: 85/100 
PC: 78/100
Opencritic

82% recomendado 

### Controversia del tráiler
Algunos jugadores expresaron su preocupación de que presentar a Yasuke, un africano, como protagonista en lugar de un personaje asiático ligado a los nobles podría ser una oportunidad perdida para una mejor representación. Consideran que agregar otro personaje samurái no mejoraría la diversidad, dada la saturación existente de narrativas samuráis en los juegos. Algunos afirmaron que la elección de Ubisoft estaba guiada por una agenda, mientras que otros defendieron esta decisión.